# BHÉV

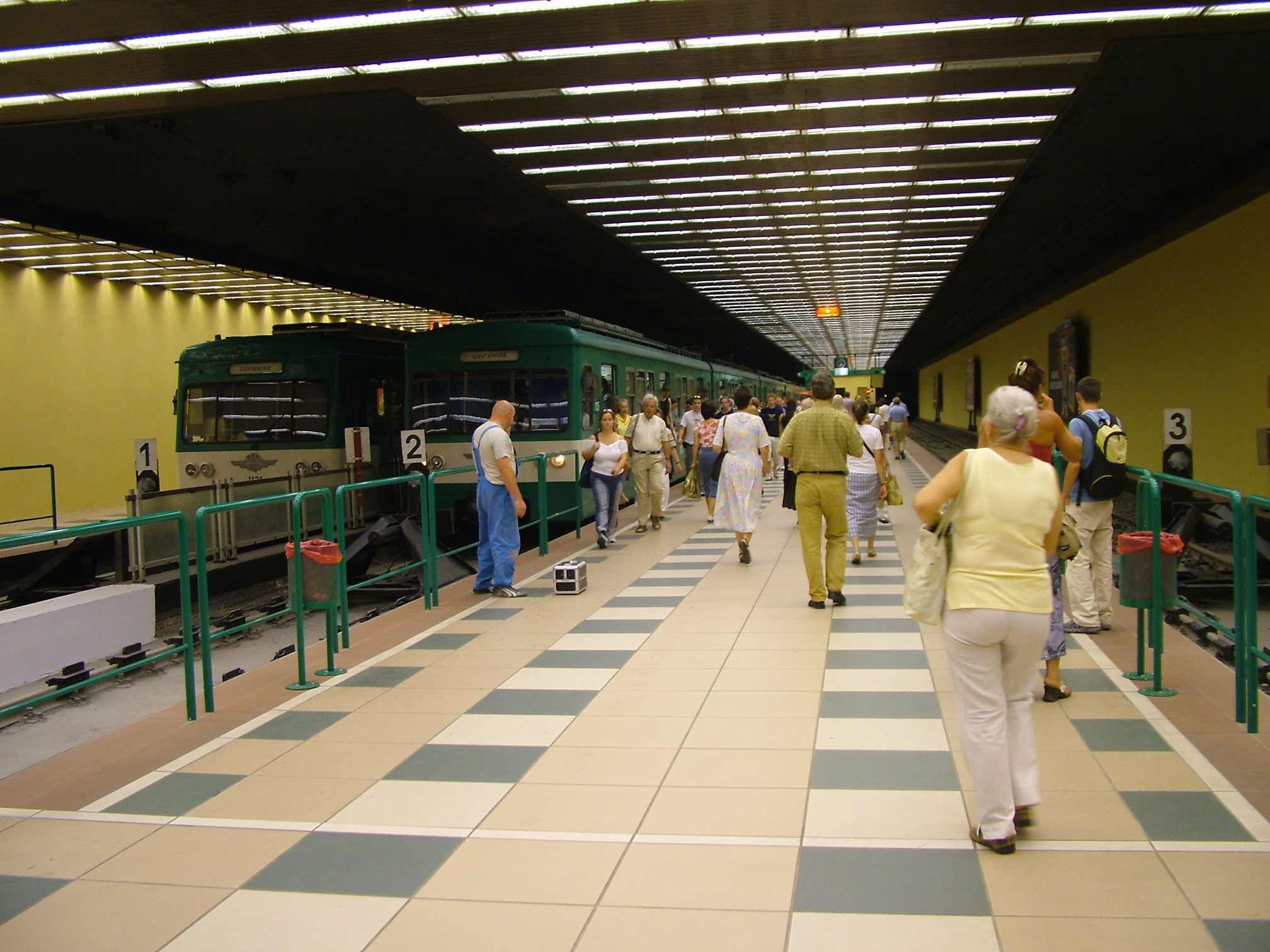
Stație terminus HÉV la Piața Batthyány

BHÉV (Budapesti Helyiérdekű Vasút, "Calea Ferată de Interes Local din Budapesta") este un sistem de transport în comun alcătuit din patru linii de trenuri suburbane (HÉV-ul Szentendre, HÉV-ul Gödöllő, HÉV-ul Csömör și HÉV-ul Rackeve) și trenuri suburbane rapide (HÉV-ul spre Csepel și Békásmegyer (parte a HÉV-ului spre Szentendre)) în raza și în apropierea Budapestei. Trenurile BHÉV operează pe ecartament standard (1.435 mm ), și sunt electrificate la 1000 V DC.

| Linia  | Numele                   | Traseu                    | Traseu          | Data deschiderii | Lungimea (km) | Numărul de stații | Timp cursă (stația capăt spre stația finală) |
| Linia  | Numele                   | Stație finală (Budapesta) | Stația de capăt | Data deschiderii | Lungimea (km) | Numărul de stații | Timp cursă (stația capăt spre stația finală) |
| ------ | ------------------------ | ------------------------- | --------------- | ---------------- | ------------- | ----------------- | -------------------------------------------- |
|        | Szentendrei HÉV          | Batthyány tér             | Szentendre      | 17 august 1888   | 20.9          | 17                | 39 de minute                                 |
|        | Ráckevei HÉV             | Közvágóhíd                | Rackeve         | 7 august 1887    | 40.1          | 24                | 74 de minute                                 |
|        | Csepeli HÉV              | Boráros tér               | Csepel          | 29 aprilie 1951  | 6.7           | 6                 | 13 minute                                    |
|        | Gödöllői HÉV Csömöri HÉV | Örs vezér tere            | Gödöllő Csömör  | 20 iulie 1888    | 25.6 10.7     | 20 12             | 46 de minute 23 de minute                    |
| Total: | Total:                   | Total:                    | Total:          | Total:           | 103.7         | 71                |                                              |